# Pont du Rouergue
Le pont du Rouergue est un pont routier suspendu à structure métallique franchissant la Garonne, sur la route départementale D9E6 et reliant la commune de La Réole à la rive gauche de la Garonne.

## Situation et accès
Le pont se situait sur la Garonne, entre le bourg de la commune de La Réole (en rive droite) et le quartier du Rouergue (en rive gauche).
Le Chemin de Compostelle par la Voie de Vézelay franchit la Garonne par cet pont.
Le pont est interdit à la circulation automobile depuis le 13 août 2021. Il est interdit aux piétons et aux vélos depuis 2023 . Il est en attente d'une restauration complète.

## Caractéristiques techniques
Long de 168 mètres et large de 9 mètres, ce pont suspendu disposait de deux trottoirs.

## Histoire

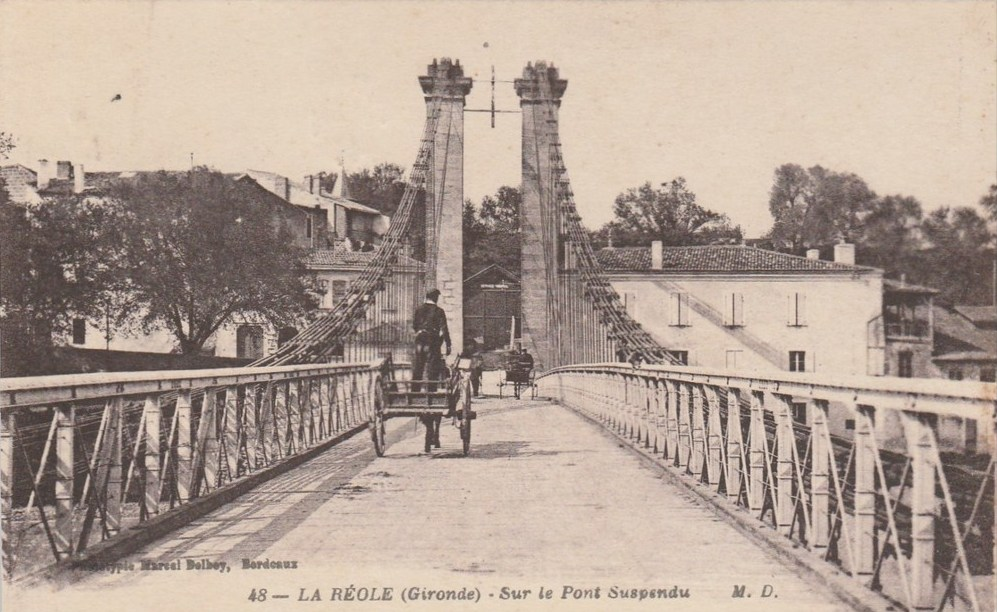
Pont précédent avec pylônes en maçonnerie

Le pont actuel remplace un pont suspendu précédent avec des pylônes en maçonnerie.

### Rénovation
Ce pont est rénové en 1998.